# Перссон, Торстен
Торстен Эрик Перссон (швед. Torsten Erik Persson; род. 18 апреля 1954, Стокгольм, Швеция) — шведский экономист, профессор экономики, президент Эконометрического общества в 2008 году.

## Биография
Торстен родился 18 апреля 1954 года в Стокгольме.
В 1977 году получил степень бакалавра (B.A.) по экономике, защитил докторскую степень (Ph.D.) по экономике в Стокгольмском университете. А в 1984 году получил ещё звание доцента экономических наук в Стокгольмском университете.
Торстен Перссон в настоящее время является почётным профессором Института международных экономических исследований при Шведском научно-исследовательском совете с 2016 года, сентенниальным профессором Лондонской школы экономики и политических наук с 1999 года, директором программы «Институты, организации и программа роста» Канадского института перспективных исследований с 2015 года.
Был президентом Эконометрического общества в 2008 году, членом в 1991—1996 годах и президентом в 2003 году Европейской экономической ассоциации, членом совета директоров Шведского научно-исследовательского совета в 2000—2006 годах.
Торстен Перссон является членом Эконометрического общества с 1997 года, научным сотрудником Рочестерского центра экономических исследований с 1985 года, научным сотрудником Центра европейских политических исследований с 1989 года, научным сотрудником NBER с 1990 года, членом призового комитета Премии по экономике памяти Альфреда Нобеля с 1993 года, членом Шведской королевской академии наук с 1993 года, членом консультационного совета института Тинбергена с 1994 года, членом Шведской королевской академии инженерных наук с 1997 года, иностранным почётным членом Американской академии искусств и наук с 2001 года, участник программы Канадского института перспективных исследований c 2004 года, почётным доктором Университета Аалто с 2011 года и Университета Мангейма с 2011 года, членом Шведской королевской академии словесности с 2011 года, членом-корреспондентом Британской академии с 2012 года, иностранным почётным членом Американской экономической ассоциации с 2016 года.

### Семья
Торстен Перссон женат и имеет трёх детей.

## Научный вклад
Сфера научных интересов — современная политическая экономика. Работа Перссона и его частого соавтора итальянского экономиста Гвидо Табеллини «Политическая экономика» (Political Economics) может рассматриваться как итог развития новой политической экономики во второй половине XX века. В ней обобщены и сопоставлены результаты большого числа исследований, определены основные понятия новой политической экономики, такие как механизмы принятия решений, теорема о медианном избирателе, эгоистические и приверженные определённой идеологии партии. Авторы обобщают политэкономические исследования в области перераспределительной политики, используют методы сравнительной статики для анализа влияния политических институтов на экономические результаты взаимодействия политических партий, избирателей и групп интересов. Авторы рассматривают проблемы налогообложения, государственного долга и экономического роста, значительное внимание уделяют исследованиям денежной политики, включая вопрос недоверия к денежной политике и связанный с этим рост инфляции, возникновению электоральных циклов, влиянию институциональных условий, включая независимое проведение денежной политики центральным банком, проблеме координации денежной политики в международном контексте. Авторы заимствуют равновесный подход из макроэкономической теории и используют инструментарий теории рационального выбора для анализа классических проблем теории общественного выбора.

### Конституционная политическая экономика
В книге Перссона и Табеллини «Экономические эффекты конституций: О чём говорят данные» (The Economic Effects of Constitutions: What Do the Data Say?) сравниваются мажоритарная и пропорциональная избирательные системы, а также президентская и парламентская формы правления. Согласно полученным авторами результатам, при парламентском режиме электоральная поддержка обеспечивается за счёт программ предоставления общественных благ и трансфертов широким слоям населения. Поэтому уровень предоставления общественных благ близок к абстрактному идеалу, заданному условием П. Самуэльсона, хотя и не достигает его, поскольку преследуются интересы коалиции большинства, а не населения в целом. Однако правительства здесь не слишком ограничены в деле обеспечения привилегиями групп специальных интересов, а также имеется недостаточно сдержек и противовесов, которые мешали бы извлечению рент политиками. Поэтому близкий к оптимальному объём общественных благ обеспечивается наряду с предоставлением рент группам специальных интересов и политикам.
Поскольку в президентской системе нет правительственного парламентского большинства, политики опираются на интересы меньшинств, сталкивая их между собой. Поэтому у них значительно меньше стимулов обеспечивать широкие общественные блага, чем в парламентской системе, и в результате наблюдается значительная недопоставка этих благ. При этом возможность наложения президентом вето позволяет лучше противодействовать извлечению  ренты.
Аналогичные эффекты авторы описывают применительно к мажоритарной и пропорциональной системам. Мажоритарной системе свойственна недопоставка общественных благ, так как политики нацелены на округа, в которых они не имеют устойчивого большинства, но политики ограничены в возможности рентоориентированного  поведения из-за более острой конкуренции между ними. В  пропорциональных  системах наблюдается склонность к расходам, нацеленным на более широкий электорат, но  конкуренция и подотчётность слабее, что способствует рентоориентированному поведению.
Таким образом, выбор конституционного устройства — это компромисс между ограничением рент для политиков и групп специальных интересов, с одной стороны, и большей обеспеченностью общественными благами — с  другой.

## Награды
За свои достижения был награждён:
- 1983—1989 — премия Яна Валландера за международные научные публикации;
- 1995 — премия Торстен и Рагнар Седерберга за выдающийся вклад экономических исследований;
- 1997 — награда Юрьё Яхнссона[англ.] как лучшему европейскому экономисту не старше 45 лет;
- 2000, 2002 — приз Грегори М. Любберта (второе место) за лучшую статью в сравнительной политологии от Американской ассоциации политических наук[англ.] (APSA);
- 2003 — медаль Торгни Сегерстедта за выдающиеся исследования в области гуманитарныхи социальных наук;
- 2014 — приз Гуннара Мюрдаля от Европейской ассоциации эволюционной политической экономии;
- BBVA Foundation Frontiers of Knowledge Award (2022).

По мнению К. Сонина научный уровень совместных работ Перссона и Табеллини соответствует Нобелевской премии по экономике, но это исключено, так как Перссон занимает должность секретаря комитета, присуждающего премии.